# Santo Cerro

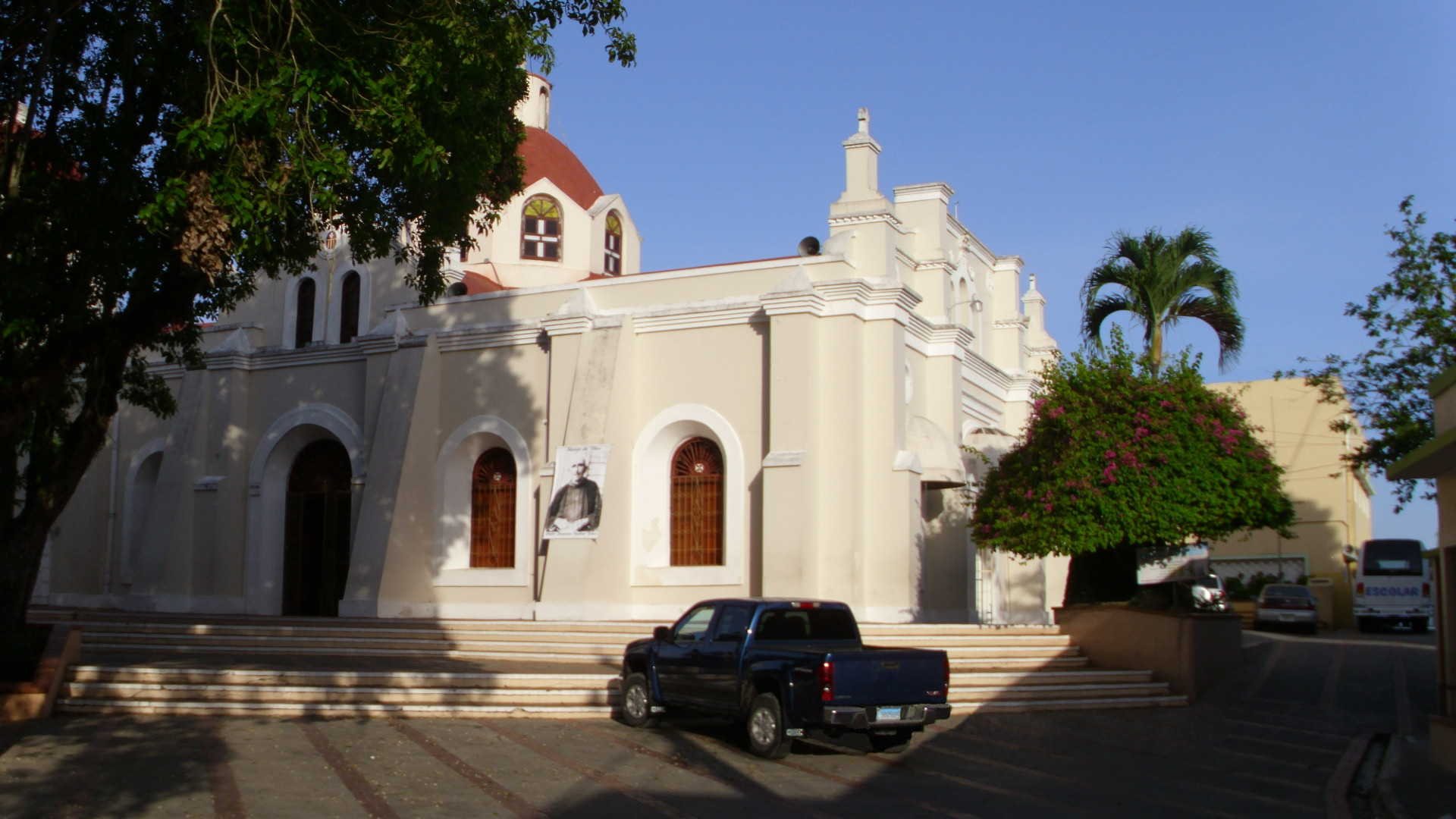
Kerk bij Santo Cerro, gewijd aan de Virgen de las Mercedes (Heilige maagd van de Genade) na de slag om Fort Santo Tomas.

De naam Santo Cerro (heilige berg) ontstond na de slag om Fort Santo Tomas op 25 maart 1495. 
Dit fort in de Cibaovallei, lag bij een hoge, steile berg aan de rand van de Cordillera Central. Het ligt enkele kilometers ten noorden van La Vega in de Dominicaanse Republiek. Op deze berg vond de eerste grote slag plaats van de Taino tegen de Spanjaarden.
Het huidige Heiligdom van Santo Cerro,werd opgericht in 1880.

## Het ontstaan
Santo Cerro is ontstaan doordat zich op deze berg een strijd heeft afgespeeld, waarbij men spreekt van verschillende mirakels. Deze mirakels, die onderaan worden beschreven, hebben de uitslag van de strijd een bijzondere wending gegeven.

## Voor de strijd
Nadat Cristoffel Columbus, na een verkenningstocht, in La Isabella terugkwam, kreeg hij een bericht dat het kleine fort, Santo Tomas in de Cibaovallei, door de indianen zou worden aangevallen. Hij stuurde Alonso de Ojeda met bewapende ruiters en de rest van de gezonde mannen met wapens en proviand naar het gebied. Hun opdracht was de indianen te laten zien wie de baas is en de Spaanse kracht te tonen. Ojeda arriveerde met zijn ruiters, 200 infanteristen, en een onbekend aantal mannen van cacique Guacanagarí op de berg, die een vrij uitzicht gaf over de Cibao vallei. Het was ook dicht bij de hoofdnederzetting in de cacicazgo van Guarionex in het hart van het goudgebied.
Het was tevens de bedoeling om een eind te maken aan de voortdurende aanvallen van de indianen op de goudtransporten en daarmee meer grip krijgen in het goudgebied. De cacique Caonabó, waarschijnlijk ook de leider bij het vernietigen van La Navidad, bezorgde de meeste last en moest worden gevangen, maar dit lukte niet.

## De strijd
Getuigen vertelden dat de Spanjaarden de volgende morgen in het dal overal indianen zagen, zo ver ze konden zien, wellicht tussen 30.000 en 100.000.
Manicaotex en Guarionex hadden zich verenigd om tegen de Spanjaarden en Guacanagarí's te vechten. De Spanjaarden gingen de strijd aan en ondanks de geallieerde indianen, de cavalerie, de kruitbussen en de uitgekiende strijdtechniek, lukte het niet een doorgang te forceren.
In de minderheid en uitgeput werden ze steeds verder terug gedrongen naar de top, en Ojeda beval zijn mannen terug te trekken achter de palissade die hij door de indianen had laten bouwen.

## Na de strijd
Ojeda had van een Nispero een kruis laten maken waarbij iedereen bad voor succes voor de strijd van de volgende dag, waarvan zij dachten dat het hun dood zou worden. De verwachte nederlaag bleef uit door een aantal mirakels in die nacht. 
De indianen waren die nacht vertrokken omdat zij hun doel, het terugdrijven van de Spanjaarden en het vernietigen van het Christelijk symbool, hadden bereikt.

## De mirakels
Volgens ooggetuigen probeerden vijandelijke indianen in de vroege avond het kruis te verbranden maar ze konden het enkel verschroeien. Daarna probeerden ze het gehate Christelijke symbool om te trekken maar ook dat lukte niet. Met hun stenen bijlen probeerden ze het daarna om te hakken en ook dat had geen resultaat.
Juan Infante, pater in de Orde van Mercedes en de privé-biechtvader van Columbus, was niet alleen getuige van het voorgaande maar ook van een ander mirakel. 's Avonds zag hij een licht naar de boom afdalen met daarin een vrouw in een wit gewaad en een kind op haar armen. Hij verklaarde dat het de Virgen de las Mercedes (Heilige Maagd van de genade) was, en gekomen om de Spanjaarden te beschermen in de komende strijd. Het leek erop dat het ook zou gebeuren. Toen de Spaanse troepen 's morgens wakker werden, was er niemand meer om tegen te vechten

## Het vervolg
Christoffel Columbus gaf opdracht om ter eren van de Virgen de las Mercedes een kapel te bouwen, wat jaren later ook gebeurde. De boom, waar het kruis van was gemaakt, werd als relikwie versnipperd en over de hele wereld verzonden. In een kapel in de kerk, is de plaats te zien waar de boom heeft gestaan, met een gedenksteen en overdekt met een glazen plaat. Op de plaats van het Fort Santo Tomas is een parkje met gedenksteen gesitueerd. Langs de weg van het Fort naar de kerk staan gedenkstenen met spreuken en teksten.